# Les Pornocrates
Pour plus de détails, voir Fiche technique et Distribution.
Les Pornocrates est un film français, réalisé par Jean-François Davy, sorti à Paris le 28 juillet 1976.

## Synopsis
Les Pornocrates est en fait la 2e partie d'Exhibition, dont la 1re partie présentait le portrait de Claudine Beccarie, et abordait l'envers du décor de la pornographie côté acteur et actrice. Dans ce 2e volet, Jean-François Davy s'attarde sur la partie technique de la pornographie avec les décors, le doublage, et les personnages atypiques qui tournent autour de la pornographie.

## Fiche technique
- Titre : Les Pornocrates
- Réalisation : Jean-François Davy
- Assistant réalisation : Cyrille Chardon
- Scénario : Jean-François Davy
- Cadrage : Henri Théron
- Montage : Claude Cohen
- Photographie : Roger Fellous
- Son : Roger Letellier
- Pays d’origine : France
- Date de tournage : début Février 1975.
- Production : Contrechamp
- Distribution : Contrechamp
- Langues : français
- Format : couleur — 35 mm — son monophonique
- Genre : documentaire, érotique
- Durée : 83 minutes
- Date de sortie : 
  -  France le 28 juillet 1976

## Distribution
Dans leur propre rôle :
- Benoît Archenoul
- Frédérique Barral
- Claudine Beccarie
- Françoise Beccarie
- Sylvia Bourdon
- Jean-Christophe Bouvet
- Michel Caputo
- Marie-Christine Chireix
- Jocelyne Clairis
- Michel Dauba
- Jean-François Davy
- Ellen Earl
- Jack Gatteau
- Béatrice Harnois
- Claude Janna
- Natacha Karenoff
- Lilian Allan
- Richard Allan
- Corinne Lemoine
- Stéphane Lemoine
- Marie-Noëlle Louvet
- Mandarine
- Myriam Mézières
- Carmelo Petix
- Gabriel Pontello
- Marie-José Pontello
- Jean Roche
- Charlie Schreiner
- Patrick Ségalas
- Noël Simsolo
- Pierre Taylou
- Paul Vecchiali
- Muriel Vidal
- Chantal Virapin
- François Viaur